# Friedrich von Kleist
Friedrich Emil Ferdinand Heinrich von Kleist, greve af Nollendorf (født 9. april 1762 i Berlin, død 17. februar 1823 sammesteds) var en preussisk feltmarskal.
Han udnævntes 1778 til officer i infanteriet og kom 1790 til tjeneste i generalstaben hvorefter han i 1803 ansattes som generaladjutant hos Kongen; i 1808 havde han rang af generalmajor og blev 1809 kommandant i Berlin. Under Ruslandstoget kommanderede han en brigade i Yorcks korps og forfremmedes til generalløjtnant. 
I 1813 viste han fremtrædende dygtighed ved Halle, Bautzen og Dresden. Vandammes nederlag ved Kulm skyldtes Kleist, der over Nollendorf med sit korps faldt franskmændene i ryggen. Han belønnedes senere for denne dåd med titlen "greve af Nollendorf". I slaget ved Leipzig kommanderede han den bøhmiske hærs venstre fløj og angreb fjenden 16. oktober ved Markkleeberg og Wachau og bestod den 18. ved Probstheida en af de blodigste kampe i hele felttoget. 
Kleist fulgte med ind i Frankrig og var med i nederlaget ved Étoges, men bidrog ved det i forbindelse med Yorck udførte natlige Angreb 9. marts 1814 væsentlig til sejren ved Laon. Efter slaget ved Paris 30. marts udnævntes han til General der Infanterie og fik som donation domænen Stötterlingenburg i fyrstendømmet Halberstadt. I 1815 fik han overkommandoen over det nordtyske armékorps, men sygdom tvang ham snart til at opgive denne kommando. Efter den anden fredsslutning i Paris overtog han generalkommandoen i provinsen Sachsen, indtil han på grund af svagelighed fik sin afsked 1821 som feltmarskal.